# Claudia Zackiewicz
Claudia Zackiewicz, född den 4 juli 1962 i Oberhausen, är en tysk före detta friidrottare som tävlade i häcklöpning. 
Zackiewicz var i final på 100 meter häck vid VM 1987 i Rom. Där slutade hon på sjunde plats på tiden 12,98. Hennes främsta framgång kom året efter då hon blev bronsmedaljör vid Olympiska sommarspelen 1988. I finalen noterade hon ett nytt personligt rekord med tiden 12,75. I loppet blev hon slagen bara av Jordanka Donkova och Gloria Siebert.

## Personliga rekord
- 100 meter häck - 12,75 från 1988